# 타블로
타블로(Tablo, 본명: 대니얼 선웅 리, 1980년 7월 22일 ~ )는 대한민국의 래퍼이다. 1980년 서울에서 출생했다. 1988년 캐나다로 이민을 갔고 1992년 캐나다 시민권을 취득하였다. 1997년 김건모의 5집 앨범 《Myself》의 수록곡 〈Rainy Christmas〉를 통해 작사에 참여했으며, 2003년 3인조 힙합 그룹 에픽하이로 정식 데뷔하였다. 에픽하이의 리더이자 최연장자이다. 2011년 9월 YG 엔터테인먼트와 전속 계약을 맺었다. 2011년 11월 솔로 앨범 1집 《열꽃》을 발매하였다.

## 활동 그룹
- 에픽하이(2003~ ) - 타블로, 미쓰라 진, DJ 투컷
  - Blac Bakery(프로듀싱 및 작곡) - 타블로, DJ 투컷[2]
  - Blu Sunflower(프로듀싱 및 작사) - 타블로, 미쓰라 진[2]
- 무브먼트 (2002~ )
- 이터널 모닝(2007) - 타블로, 페니
- 보더라인(2007) - 타블로, 김종완
- 애니밴드(2007) - 타블로, 시아준수, 보아, 진보라
- A.R.K(2008~ ) - 타블로 & 미쓰라 진, 얀키 (TBNY)
- 블로글리쉬 커플(2008~2009) - 타블로 & DJ 투컷
- 삼자돼면(2009) - 타블로 & 미쓰라 진 & DJ 투컷 & MC 빡돈
- YG 패밀리 (2011~ )

## 발매 음반

#### 타블로
- 2011년 10월 14일 Digital Single Airbag
- 2011년 11월 1일 정규 1집 《열꽃》

#### 에픽 하이
- 2003년 10월 24일 정규 1집 Map of the Human Soul
- 2004년 7월 26일 정규 2집 High Society
- 2005년 10월 4일 정규 3집 Swan Songs
- 2006년 2월 10일 3집 리패키지 Black Swan Songs (Repackage)
- 2007년 1월 24일 정규 4집 Remapping the Human Soul
- 2008년 4월 17일 정규 5집 Pieces, Part One
- 2008년 6월 11일 5집 리패키지 Breakdown (Repackage)
- 2008년 9월 30일 소품집 Lovescream
- 2009년 3월 27일 스페셜 앨범 魂 : Map the Soul
- 2009년 7월 22일 에픽하이+플래닛 쉬버 스페셜 앨범 Remixing The Human Soul
- 2009년 9월 16일 정규 6집 [e]
- 2010년 3월 9일 스페셜 앨범 Epilogue
- 2012년 10월 23일 정규 7집 '99'
- 2014년 10월 21일 정규 8집 신발장
- 2017년 10월 23일 정규 9집 WE'VE DONE SOMETHING WONDERFUL
- 2019년 3월 11일 EP Sleepless in ______________

#### 이터널 모닝
- 2007년 Eternal Morning: Sound Track To A Lost Film

#### 애니밴드
- 2007년 애니밴드

## 참여 작품

### 랩, 작사, 작곡 및 프로듀싱
- 2002년 TBNY - "유
- 2003년 CB Mass - "동네 한 바퀴"
- 2003년 아스트로 비츠 - "Tell Me!"
- 2003년 주석 - "Barrin' 2k3 (VIP Remix)"
- 2004년 Unknown DJs - "
- 2004년 킵루츠 - "이보다 더"
- 2004년 MC몽 - "몽송 (夢送)"
- 2004년 김범수 - "왜 또"
- 2004년 다이나믹 듀오 - "이력서", "실례합니다"
- 2004년 V.A. - "Sky High"
- 2004년 비 - "My Groove"
- 2004년 V.A. - "My Life & 나의 삶", "힙합 구조대"
- 2005년 V.A. - "Campus Love Story"
- 2005년 V.A. - "Oh! Party Tonight!"
- 2005년 김종국 - "2006 회상"
- 2006년 클래지콰이 - "Love Mode"
- 2006년 임정희 - "Never Know"
- 2006년 V.A. - "집번호를 준다는 것은 (I'm OK)
- 2006년 TBNY - "L.I.E", "차렷!"
- 2006년 이정 - "열"
- 2006년 각나그네 - "스쿨 오브 힙합"
- 2006년 비 - "I'm Coming"
- 2006년 Infinite Flow - "Rain Bow", "N.I.C.E (Nothing is Cool Enough)"
- 2006년 바비 킴 - "최면"
- 2007년 버벌진트 - "내리막"
- 2007년 V.A. - "숲 속을 걸어요"
- 2007년 에픽하이 & 케이윌 - "Music"
- 2007년 다이나믹 듀오 - "동전 한 닢 (Remix)"
- 2007년 김동완 - "Scream"
- 2007년 원티드 & 이정 - "너와 나"
- 2007년 이민우 - "The 'M' Style"
- 2007년 김장훈 - "남자라서 웃어요"
- 2007년 강균성 - "다 지난 일인데"
- 2007년 키비 - "Heavenly Break"
- 2007년 심수봉 - "여자라서 웃어요"
- 2007년 V.A. - "김치 치즈 스마일"
- 2008년 미스틱 퍼즐 - "A Fairy Tale
- 2008년 나비 - "I Love You《small》(Rap Ver.)"
- 2008년 랍티미스트 - "D.A.R.K"
- 2008년 비지 - "Movement 4:꺼지지 않는 초심"
- 2008년 리쌍 - "다찌마와 리"
- 2008년 페니 - "Alive"
- 2008년 윤하 Someday - '기억' (Rap Ver.), "기억"
- 2008년 에픽하이 - "올림픽 되고송"
- 2008년 김연우 - "지금 만나러 갑니다"
- 2009년 리쌍 - "난 말이야..."
- 2009년 Kero One - "When The Sunshine Comes", "Keep Pushin"
- 2009년 윤하 - "記憶" (Japanese Ver.)
- 2009년 키비 - "이상한 나라의 엘리트"
- 2009년 스모키 제이 - "미행"
- 2009년 에픽하이 & 정형돈 (삼자돼면) 《삼자돼면》 - 《바베큐》, 《전자깡패》
- 2009년 에픽하이 - "Search"
- 2009년 Dok2 - "It's Me (Map the Soul Version)"
- 2009년 브라이언 - "친구의 여자를 사랑했네"
- 2010년 정인 - "Show!"
- 2010년 슈프림팀 - "시노비"
- 2010년 Dok2 - "Smiles & Crys"
- 2010년 더블케이 - "Tragedy"
- 2010년 Kero One - "Asian Kids"
- 2010년 Dumbfoundead - "Respect 16's"
- 2010년 Dumbfoundead - "Respect 16's Remix"
- 2010년 윤하 - "記憶" (Japanese Ver.)
- 2010년 Rakaa - "Ambassador Slang"
- 2012년 지드래곤 - "불 붙여봐라"
- 2012년 라니아 - "STYLE"
- 2013년 얀키 - "이놈 (I.N.D.O)"
- 2013년 MYK - "LOVESTRONG"
- 2014년 윤도현 - "요즘 내 모습"
- 2014년 조비창 - Time Zone
- 2015년 XIA - "꽃"
- 2015년 Snacky Chan - "딸바보"
- 2015년 천재노창 - "All Day"
- 2015년 얀키 - "SOLD OUT"
- 2015년 박재범 - "When"
- 2015년 싸이 - "I Remember You"
- 2015년 버벌진트 - "Seoul State of Mind"
- 2015년 브라운 아이드 소울 - "Tender Eyes"
- 2016년 범키 - "Better Man"
- 2016년 윤종신 - "The First"

### 기타 작업
- 2007년 타블로 & MYK "Free Music" (인터넷 공개 번개송)
- 2009년 타블로 "16" (인터넷 공개 번개송)
- 2009년 타블로 "LOVE 16" (인터넷 공개 번개송)
- 2009년 타블로 & MYK "Freestyle @ Dok2's House"

## 그 외 활동

### 방송
- MTV 코리아 《High Society》
- MBC 《논스톱5》
- KBS2 《상상플러스》
- MBC FM4U 《타블로, 조정린의 친한친구》
- Mnet 《에픽하이의 연애&망상》
- KBS2 《뮤직뱅크》
- MBC 《일밤 - 간다투어》
- MBC FM4U 《타블로와 꿈꾸는 라디오》
- Mnet 《디렉터스 컷》
- KBS2 《해피버스데이》
- KBS2 《힐링캠프, 기쁘지 아니한가》
- KBS2 《해피선데이 - 슈퍼맨이 돌아왔다》
- Mnet 《쇼 미더 머니 시즌 3》
- Mnet 《쇼 미더 머니 시즌 4》
- tvN 《놀라운 토요일》 게스트[3]
- SBS 《꼬리에 꼬리를 무는 그날 이야기》 게스트[4]
- JTBC 《아는형님》
- SBS 《미운우리새끼》

### 영화
- 2007년 《판타스틱 자살소동 - 암흑 속의 세 사람》 - 민호 역
- 2008년 《어거스트 러쉬》 - 카메오 출연[5]
- 2014년 《개를 훔치는 완벽한 방법》 - 카메오 출연

### 광고
- 태평양 비비프로그램 (2006년)
- 누리안 (2007년)
- 엠씨스퀘어 (2007년)
- 잡코리아 (2007년)
- 삼성 애니콜 (2007년) - 애니밴드
- 파워에이드 (2009년)
- 신한금융투자 (2010년) - 아내 강혜정과 함께 출연.
- 쿠팡 (2014년) - 최초로 딸 이하루와 함께 출연하였고 슈퍼맨 멤버의 아빠와 자녀[6]까지 함께 출연했다.
- 블랙야크 키즈&캠핑 (2014년) - 딸 이하루와 함께 두번째로 출연.
- KT GIGA (2014년) - 최초로 딸 이하루를 단독으로 세번째 출연하였고 뉴질랜드 마오리족 하카댄스단까지 함께 출연하였다.
- 교육부 보건복지부 아이행복카드 (2015년) - 딸 이하루와 아내 강혜정과 함께 단독 출연하였고 김소현, 유수영과 함께 공동 출연하였다.

## 가족
타블로는 2008년 말 지인의 소개로 배우 강혜정과 친분을 쌓았고, 이후 연인으로 발전하였다. 자신이 진행하는 라디오 프로그램에서 교제사실을 공식 인정하였고 강혜정 또한 자신의 미니홈피를 통해 열애사실을 인정하였다. 1년 열애 끝에 2009년 10월 26일 결혼식을 올렸고, 2010년 5월 2일 자녀 이하루가 태어났다. 2012년 SBS 《힐링캠프, 기쁘지 아니한가》에서 자녀 하루를 대중에 공개하였고 이후 2013년 11월 ~ 2014년 12월 《해피선데이 - 슈퍼맨이 돌아왔다》에 하루와 함께 출연했다.

## 특이 사항
- 타블로는 서태지의 열혈 골수 팬이다. 여러 차례 방송에서 서태지와 아이들의 〈컴백홈〉을 부른 적이 있고, 2007년 서태지 15주년 기념 공연, 2008년 ETPFEST에 직접 참여하였으며[8] 또 2009년 4월 3일 서태지가 《배철수의 음악캠프》에 출연했을 때 방송 직후 사인 CD를 교환하기도 하였다.[9][10]
- 심수봉과도 절친한 관계로 알려져 있다. 심수봉이 타블로가 김장훈에게 작곡해 준 노래에 반해 에픽하이를 만나 직접 작곡을 해 주었으면 좋겠다고 하여 김장훈의 〈남자라서 웃어요〉를 재편곡한 〈여자라서 웃어요〉라는 곡을 주었고, 이후 같이 선 무대도 많았다.[11]
- 2013년 5월 29일 잠실야구장에서 열린 2013 프로야구 LG 트윈스 대 한화 이글스 경기 전 타블로와 아내 강혜정과 함께 시구 시타에 나섰고 당시에 부부들은 세이브 더 칠드런 홍보대사로 활동했을 때였다. 1년 후 2014년 10월 11일 문학구장에서 열린 2014 프로야구 SK 와이번즈 대 넥센히어로즈 경기에 앞서 타블로와 딸 이하루와 함께 시구, 시타 행사를 가졌다. 관중석에는 아내 강혜정과 아버지가 나란히 착석했다.

## 논란

### 학력 위조 논란
타블로는 데뷔 초기부터 스탠퍼드대학교 출신이라고 밝혀 주목을 받았다. 이에 대해 네이버 인터넷 카페 타진요 회원 등을 중심으로 한 인터넷 사용자들에 의해 공개된 성적표의 1300(과목명) 오류 등 수 많은 의혹들이 제기되었으나 전산오류라는 등의 주장으로 해명되었고, 전산 오류 등의 관리책임을 가지고 있는 스탠퍼드대학교 측의 일방적인 확인 절차를 통하여 조선일보를 비롯한 신문 매체와 MBC 그리고 경찰은 타블로가 스탠퍼드대학교를 졸업하였다고 보도, 발표하였다.또한 이 과정에서 인터넷 사이버테러에 대한 비판적인 시각도 제기된 바 있다.
2010년 10월 1일과 10월 8일에 《MBC 스페셜》은 타블로의 학력 의혹과 대한민국의 인터넷 여론에 대해서 방송하였다. 타블로는 2010년 자신의 학력에 대해 위조 의혹을 제기하고 가족들에 대해 비방을 일삼은 타진요 회원을 명예훼손 혐의로 고소했고, 7월 타블로의 타진요 회원에 대한 명예훼손소송 결심공판에서 타진요 회원 10명 중 3명이 징역 10개월 실형을 선고받아 법정 구속됐고 6명은 각각 징역 8~10월 집행유예 2년이 선고됐다. 이에 타진요 회원과 검찰 측은 항소장을 제출했으며 수감 중인 일부 타진요 회원들은 계속해서 반성문을 제출하며 선처를 호소했으나 재판부는 이날 수감 중이던 박모 씨 외 타진요 회원들의 항소를 모두 기각하고 "피고인들의 양형부당 주장은 받아들이지 않기로 했다. 범행동기가 불순하고 여러차례 반복됐으며 방법이 천박하고 죄질이 불량하다"라고 판결했다. 또한 "피고인들의 범행 동기가 불순하고 여러차례 반복됐으며 방법이 천박하고 죄질이 불량하다"라고 지적하며 "인간 존엄의 가치를 무시하고 피해자의 행복 추구권을 유린했다. 피해자 가족들의 정신적 피해가 심각했고 가족 중 스트레스로 사망하는 일도 있는 등 피해가 심각하다. 일부에서는 끝까지 타블로 가족을 잡겠다는 등 경거망동하기도 했다"라고 꾸짖었다.

### 표절 의혹 논란
타블로의 학력논란이 증폭되면서 일부 누리꾼들이 제기한 표절 논란도 더불어 증폭되었다. '타진요' 카페에서는 표절 논란만을 다루는 별도 코너를 만들고 해외 음반사와 저작권자에게 표절 의혹에 관한 메일을 집단적으로 보내는 등 표절논란을 주도적으로 제기하였다. 그중 타진요 운영자는 미국저작권협회에 에픽하이 곡에 대한 표절 제보 촉구 글을 올렸으나 당시 타블로의 소속사 울림엔터테인먼트는 "소속사 대표를 통해 미국저작권협회측에 법적으로 문제가 없다고 확인 받았다"고 밝혔다. 한편 후에 에픽하이 3집 수록곡 Let It Rain에 대한 샘플 클리어 언급이 있었다.

#### 수퍼비 VS 타블로 디스전
타블로는 쇼미더머니 4에서 수퍼비(당시 랩 네임 슈퍼비)를 탈락시키고 본선에서 그동안 좋은 모습을 보여주지 못하였던 이노베이터를 단독공연에 올리고 인크레더블을 마이크 선택에서 올려 논란이 되었다 .인크레더블은 2016년 3월 28일에 하이그라운드에 들어갔지만 타블로가 2017년 7월 18일 사임을 하여 낙동강 오리알 신세가 되고 결국 2018년 8월에 하이그라운드가 해체되었다.

## 가족 관계
- 배우자 : 강혜정 (1982년 1월 4일 ~ )
  - 자녀 : 이하루 (2010년 5월 2일 ~ )